# Sozialistisches Patientenkollektiv

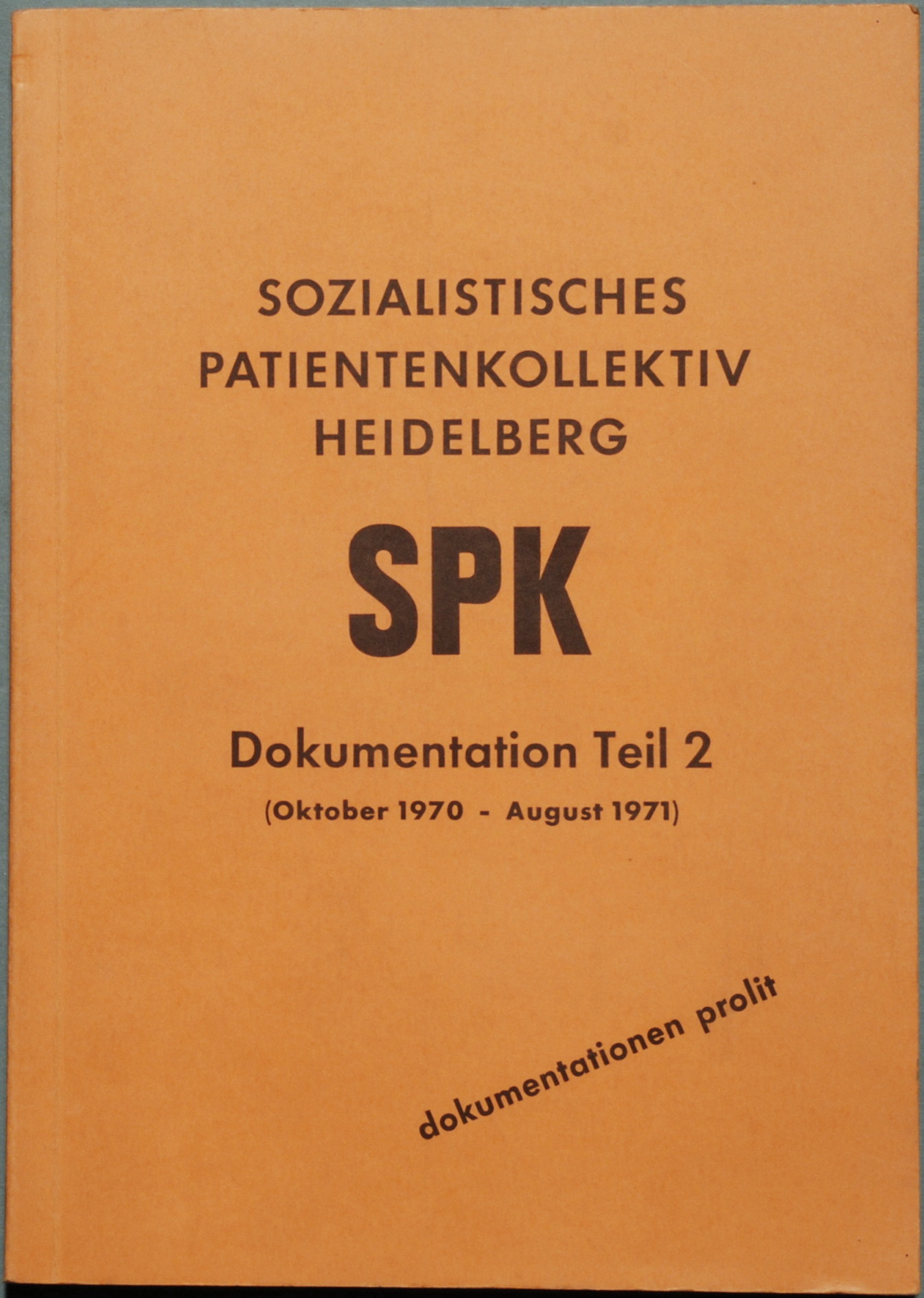
Sozialistisches Patientenkollektiv Heidelberg SPK – Dokumentation Teil 2. Hrsg. Basisgruppe Medizin Giesen / Fachschaft Medizin Giessen. Giessen: Polit-Buchvertrieb 1972, 314 S.

Das Sozialistische Patientenkollektiv wurde am 12. Februar 1970 in Heidelberg von 52 Psychiatrie-Patienten unter Leitung des Assistenzarztes Wolfgang Huber gegründet und löste sich im Juli 1971 auf. Es verstand sich als Therapiegemeinschaft und wollte im Sinne der Antipsychiatrie „aus der Krankheit eine Waffe“ machen, die eine klassenlose Gesellschaft zum Ziel hatte.

## Hintergrund und Entwicklung
Die grundlegende These des SPK ging davon aus, dass alle psychiatrischen Erkrankungen durch die Gesellschaft bedingt seien, die in der aktuellen Form als Kapitalismus jedoch selbst nicht gesund sei. Die traditionelle Medizin und die klassische Psychiatrie versuchen demnach, die Patienten wieder „tauglich für die krankmachende Gesellschaft“ zu machen. Im Gegensatz dazu forderte das sozialistische Patientenkollektiv, zuerst müsse die Gesundung der Gesellschaft bewirkt werden, bevor in dieser Gesellschaft selbst eine Gesundung möglich sei. Im Juni 1970 erklärte Huber: „Es darf keine therapeutische Tat geben, die nicht zuvor klar und eindeutig als revolutionäre Tat ausgewiesen worden ist“, und folgerte: „Im Sinne der Kranken kann es nur eine zweckmäßige bzw. kausale Bekämpfung ihrer Krankheit geben, nämlich die Abschaffung der krankmachenden privatwirtschaftlich-patriarchalischen Gesellschaft.“
Nach der Gründung im März 1970 wuchs das Kollektiv rasch und hatte nach eigenen Aussagen im Sommer 1970 etwa 150 Mitglieder. Nachdem Huber bereits als Arzt entlassen worden war, zahlte die Universität nach heftigen Diskussionen die Räume der Gruppe und das Gehalt Hubers. Die öffentlichen und juristischen Auseinandersetzungen über den Status der Gruppe an der Universität Heidelberg und ihre Legitimität setzten sich aber fort. In der Auseinandersetzung um das weitere Fortbestehen des SPK wurden von der Universität Heidelberg eine Reihe von Gutachten eingeholt. Zu den Befürwortern des Patientenkollektivs zählten Horst-Eberhard Richter aus Gießen, Peter Brückner aus Hannover und Dieter Spazier, der ehemalige Leiter der Universitätspoliklinik Heidelberg. Als Gegengutachter wurden Walter Ritter von Baeyer als früherer Klinikchef des Arztes Huber, Hans-Joachim Bochnik aus Frankfurt und Helmut Thomä aus Ulm, ein früherer Mitarbeiter von Alexander Mitscherlich an der Psychosomatischen Universitätsklinik in Heidelberg, bestellt.
Das SPK radikalisierte sich, als im April 1971 ein Mitglied der Gruppe Suizid beging. Das SPK machte dafür seine Gegner verantwortlich, es besetzte mehrfach Einrichtungen der Universitätsleitung. Im Juni 1971 geriet das SPK in den Verdacht, Aktionen der Baader-Meinhof-Gruppe zu unterstützen. Strafverfolger durchsuchten die Räume und inhaftierten Mitglieder, worauf eine Erklärung erschien: „Wenn wir umzingelt sind, entweichen wir.“ Im Juli wurden gefälschte Papiere, Waffen und Sprengstoff gefunden; die Ermittler machten einen „inneren Kern“ aus, den sie als kriminelle Vereinigung betrachteten. Im November 1972 kam es nach einem Schusswechsel mit der Polizei zu Prozessen gegen SPK-Mitglieder, u. a. verlor Huber seine Zulassung als Arzt, und er und seine Frau wurden wegen „Beteiligung an einer kriminellen Vereinigung, Sprengstoffherstellung und Urkundenfälschung“ zu mehrjährigen Haftstrafen verurteilt. Vorsitzender Richter am Landgericht Karlsruhe war Wilhelm Gohl.
Im Juli 1971 löste das SPK sich auf (Eigendarstellung: „strategischer Rückzug“). Huber rief 1973, noch aus dem Gefängnis heraus, zur Neugründung als Patientenfront auf.
Einige Mitglieder des SPK wechselten in dieser Zeit zur RAF, darunter Klaus Jünschke, Margrit Schiller, Lutz Taufer, Bernhard Rössner, Hanna Krabbe und Siegfried Hausner, mutmaßlich Elisabeth von Dyck, Baptist Ralf Friedrich, Sieglinde Hofmann und mutmaßlich Friederike Krabbe. Bei der Geiselnahme in der deutschen Botschaft in Stockholm 1975 waren Taufer, Rössner, Hanna Krabbe und Hausner beteiligt, an der Anschlagserie vom Herbst 1977 von Dyck, Friedrich, Hofmann, eventuell Friederike Krabbe.
Der französische Philosoph Jean-Paul Sartre verfasste 1972 ein solidarisches Vorwort zu SPK - Aus der Krankheit eine Waffe machen.
SPK/PF(H)
Ab 1985 traten Personen aus Hubers Umfeld als „Krankheit im Recht“ auf. Bis heute (Stand 2025) wird unter der Bezeichnung Patientenfront/Sozialistisches Patientenkollektiv(H) - SPK/PF(H) eine Webseite und der Versand von Dokumenten und Büchern des SPK betrieben. Die anonymen Betreiber der „Pathopraktik mit Juristen“ (Impressum) bezeichnen sich als identisch mit dem SPK, das niemals aufgehört habe zu existieren. Sie versuchen, mit Beschimpfungen und Drohungen gegen Darstellungen der Geschichte des SPK vorzugehen, die nicht ihrem Selbstbild entsprechen. Nach diesem habe und hatte das SPK nichts mit der RAF, nichts mit der 68er-Bewegung und nichts mit der Antipsychiatrie zu tun.

## Dokumentarfilm
Durch Interviews mit Involvierten sowie Materialien aus Archiven beleuchtet der Regisseur Gerd Kroske in seinem Dokumentarfilm „SPK Komplex“ das Thema. Der Film wurde auf der Berlinale 2018 in der Reihe Forum uraufgeführt.
Kritik am Film äußerten u. a. Mario Damolin, Ralf Forsbach, Helmut Kretz und Christian Pross.
- Damolin: Das Patienten-Thema im Film verflüchtige sich zugunsten einer Erzählung zum Thema Terrorismus, RAF, Stammheim und Stockholmer Attentat. Die Dokumentation bleibe ein dramaturgisches Flickwerk, in dem fast alles fehle, was dieses Thema hätte spannend und interessant machen können, etwa die Herausarbeitung und Verschränkung jener individuellen und gesellschaftlichen Dynamik, die das Entstehen von Sekten dieser Art begünstigt.[11]
- Forsbach: „Quellenkritik ist unbekannt. Ein parteiischer Film versucht die verurteilten Straftäter des Sozialisistischen Patientenkollektivs zu entlasten… Gerd Kroske hat sich von den ihm gegenüber aussagebereiten Zeitzeugen leiten lassen und Material, das Psychiater und Historiker hätten beisteuern können und vielfach längst veröffentlicht haben, ignoriert… Der Film ist misslungen, der Forschung aber bietet er immerhin neue Zeitzeugenaussagen. Doch selbst hier bleibt ein Bedauern. Es wurden die falschen Fragen gestellt“.[12]
- Kretz: „Der Film ist eine recht raffiniert gemachte, effekthascherische Verfälschung des historischen SPK-Komplexes, der als Dokumentarfilm daherkommt und uninformierte Gutgläubige wissentlich und schamlos durch Falschinformationen hinters Licht führt… Der Film bleibt immer im Ungefähren. Er evoziert eine Stimmung, die einen mit den Anliegen des SPK und insbesondere mit Huber sympathisieren lässt…Dabei verweigert der Film die kritische Auseinandersetzung mit den wahrhaft destruktiven und selbstzerstörerischen Kräften des SPK, denen viele Patienten, und im Umfeld gerade die wohlmeinenden Menschen wie der damalige linksliberale Rektor Prof. Rendtorff, die sich um Verständigung und Lösungen bemüht hatten, zum Opfer fielen“.[13]
- Pross: Die komplexe Geschichte des SPK werde im Film zu einer Schwarz-Weiß-Malerei herunterdekliniert, wesentliche Faktoren und Akteure würden ausgeblendet und Huber werde einseitig zum Opfer einer angeblich reaktionären Klinikleitung stilisiert. Dabei werde unterschlagen, dass die Klinikleitung unter Walter von Baeyer damals eine der fortschrittlichsten der Bundesrepublik und eine Werkstatt der Psychiatriereform gewesen sei. Als selbsterklärter „Patient unter Patienten“ habe Huber sich zahlreicher Grenzverletzungen schuldig gemacht. Die Täterseite Hubers und seine zutiefst unethische Praxis würden im Film unterschlagen. Fragwürdig und selektiv sei auch der Umgang des Regisseurs mit Zeitzeugen. So verbreite er über zwei ehemalige Heidelberger Psychiaterkollegen Hubers in der Presse, sie hätten sich aus einem Interview „völlig blödsinnig rausgeschummelt“, weil sie „ein schlechtes Gewissen“ hätten über das, was sie damals angerichtet hätten. Allein diese Verletzung der Grundregeln der Unparteilichkeit gegenüber Zeitzeugen, disqualifiziere den Regisseur als Forscher und Dokumentarfilmer.[14]